# Van Buurenmonument
Het Van Buurenmonument is een gedenkteken in de Nederlandse stad Amsterdam, ter herinnering aan Lucas van Buuren.

## Achtergrond
Lucas van Buuren (Amsterdam, 29 juli 1865 – Hilversum, 16 maart 1953) was opzichter in Amsterdam. Zijn vader Johannes van Buuren was schoenmaker en secretaris van de Bouwmaatschappij tot Verkrijging van Eigen Woningen. De Bouwmaatschappij was opgericht in 1868 en was de eerste door arbeiders georganiseerde woningbouwvereniging in Amsterdam. Zij was onder meer verantwoordelijk voor de bouw van de dubbeltjespanden. Lucas van Buuren was bijna vijftig jaar lid van de Bouwmaatschappij en geruime tijd voorzitter. Hij was daarnaast bestuurslid van de Stichting Onze Woning. Van Buuren werd in 1933 benoemd tot Ridder in de Orde van Oranje-Nassau en in november van dat jaar gehuldigd met een bronzen plaquette aan de Rivierenlaan, gemaakt door Jan Schultsz. Bij zijn afscheid in december 1936 als voorzitter van de Bouwmaatschappij kreeg Van Buuren de zilveren medaille van Amsterdam aangeboden en een gedenkteken dat werd geplaatst in het centrale plantsoen van de Coöperatiehof.

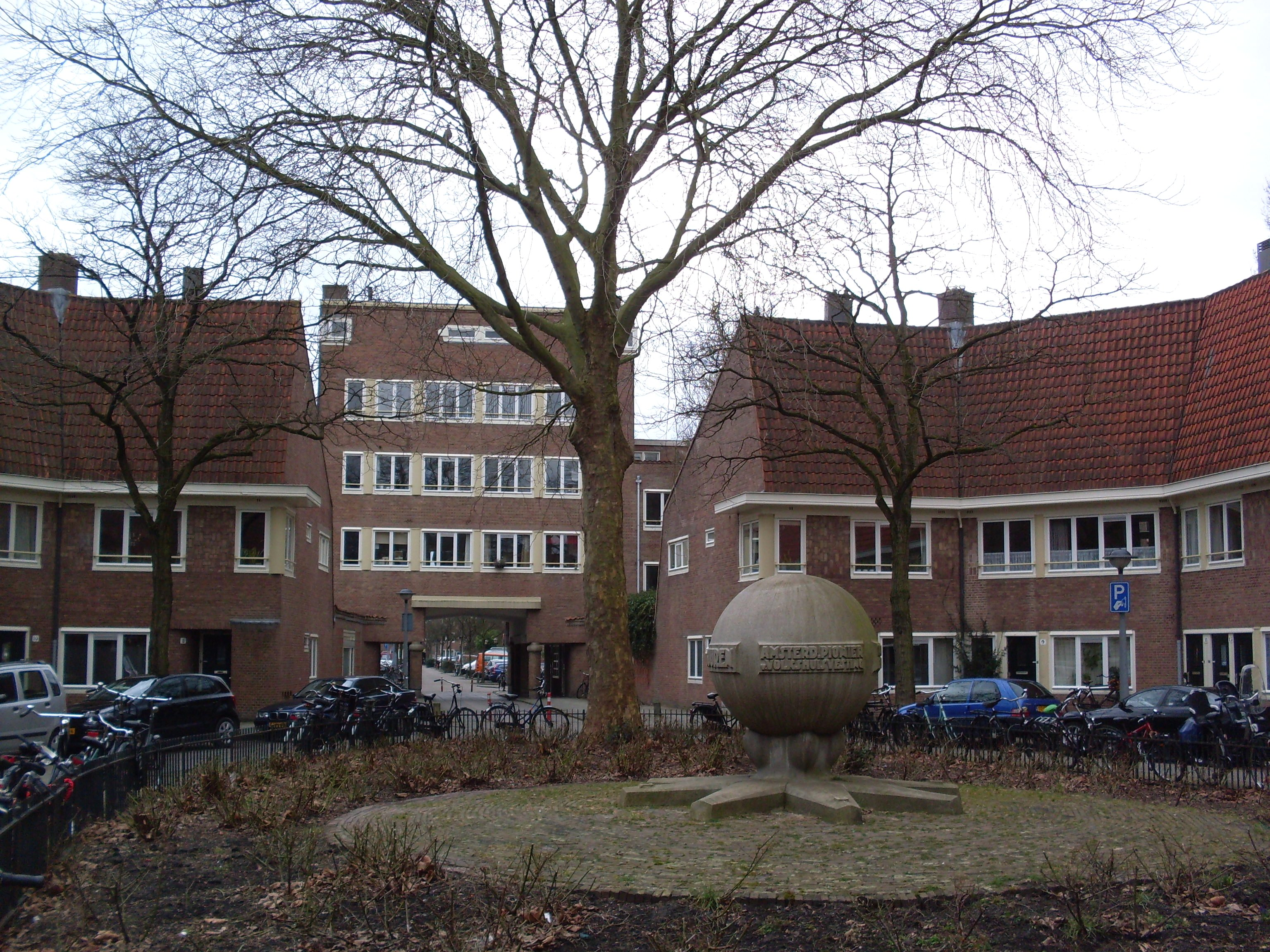
Het monument centraal binnen de Coöperatiehof (maart 2013)

De Coöperatiehof is een woningcomplex met leeszaal dat werd uitgevoerd tussen 1926 en 1928 door de Bouwmaatschappij en was ontworpen door architect Piet Kramer. Kramer was een belangrijk vertegenwoordiger van de Amsterdamse School. Hij ontwierp in de jaren 20 onder meer arbeiderswoningen in de nieuwe wijken Amsterdam-Zuid en Amsterdam-West, waaronder -samen met Michel de Klerk- het complex De Dageraad (1919-1922) en de Haagse Bijenkorf (1924-1926). Kramer ontwierp ook het Van Buurenmonument.

## Beschrijving

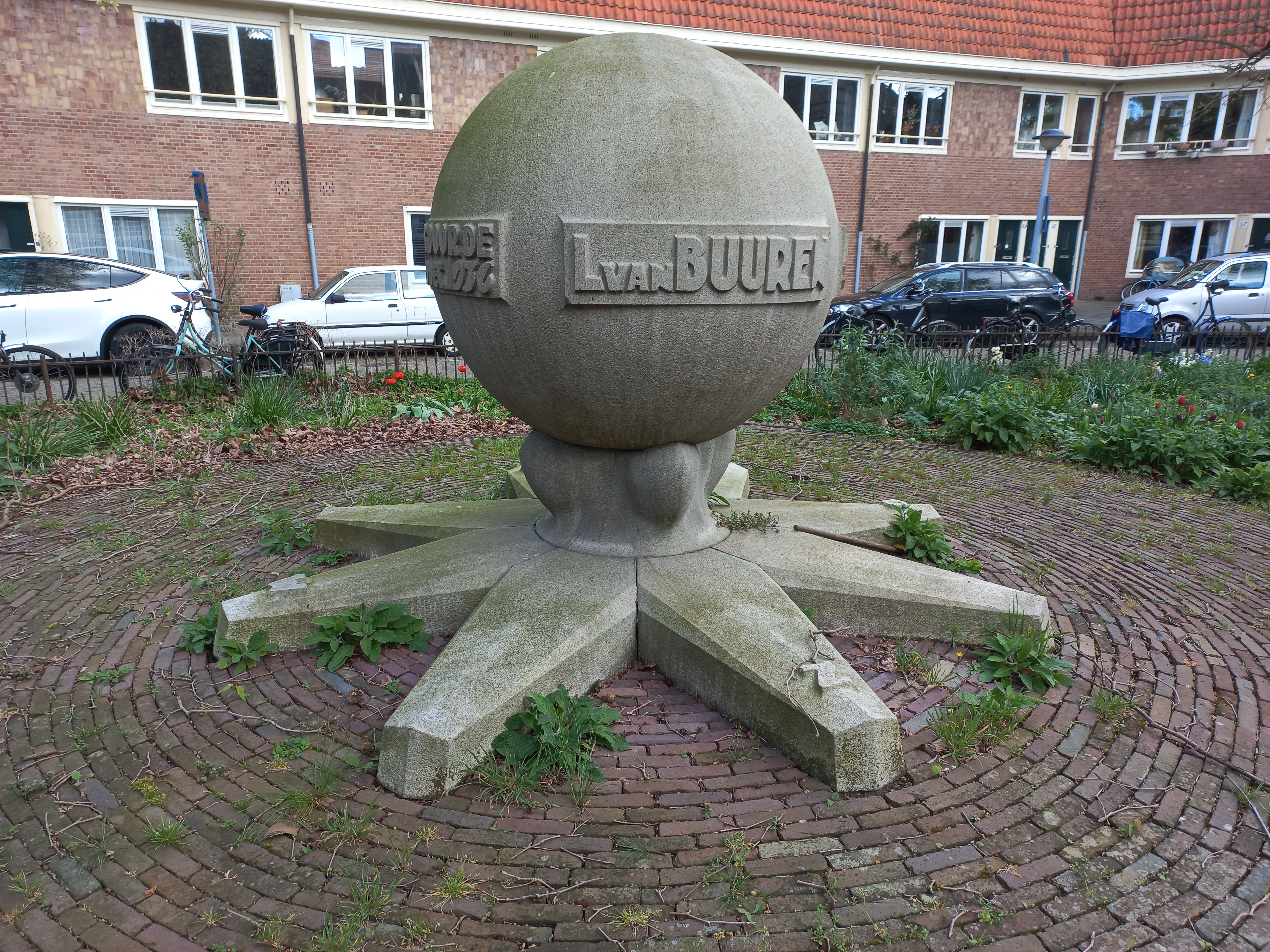
L. van Buuren (april 2024)

Het bolvormig monument heeft een korte voet die rust op een kompasroos. Die kompasroos is een terugkerend onderdeel bij Piet Kramer, zie bijvoorbeeld zijn brug 543 in het Amsterdamse Bos. Het geheel staat op een ronde klinkerbestrating te midden van een plantsoen. Op de bol zijn rondom opschriften in de Amsterdamse Schoolstijl aangebracht: "L. van Buuren", "Amsterd. pionier v. Volkshuisvesting", "Voorz. ver. bouwmij. t.v.v. Eigen Woningen" en "Aangeboden door de leden 19 dec 1936".

## Waardering
Het gedenkteken werd in 2004 als rijksmonument in het Monumentenregister opgenomen. Het is "van algemeen belang vanwege de sociaal-, cultuur- en kunsthistorische en typologische waarde, alsmede wegens de ensemblewaarde als beeldbepalend onderdeel van het complex Coöperatiehof." Het gehele complex geniet ook bescherming als rijksmonument.